# Gemserod-slægten
Gemserodslægten (Doronicum) er en slægt af urteagtige planter inden for kurvblomst-familien. De ca. 35 arter er udbredt i Eurasien og Nordafrika. Nogle af disse arter eller sorter blandt dem bliver dyrket som prydplanter i områder med tempereret klima. En enkelt art findes vildtvoksende - omend sjældent - i Danmark. Den anses for at være spredt fra dyrkning

## Beskrevne arter
- Gemserod (Doronicum pardalianches) - eneste danske art i slægten
- Balkan-Gemserod (Doronicum orientale)

## Andre arter
- Østrigsk gemserod (Doronicum austriacum)
- Vejbredgemserod (Doronicum plantagineum)[2]